# Прато дел Рио (Торино)
Прато дел Рио је насеље у Италији у округу Торино, региону Пијемонт.
Према процени из 2011. у насељу је живело 4 становника. Насеље се налази на надморској висини од 1357 м.